# Romia Fortí
Romia Fortí, född 1270, död 1331 i Barcelona, var en spansk sidenhandlare.
Hon var en förmögen och framgångsrik sidenhandlare i Barcelona, som genom sin efterlämnade dokumentation har givit en ovanligt fyllig bild av en medeltida affärskvinnas verksamhet i Barcelona. 